# 김보경 (축구 선수)
김보경(金甫炅, 1989년 10월 6일 ~ )은 대한민국의 축구 선수로 현재 수원 삼성 블루윙즈에서 윙어 겸 공격형 미드필더로 뛰고 있으며 2012년 하계 올림픽 동메달리스트이다.

## 초기 생애
전라남도 구례군 광의면 지천리에서 태어나 서울오류초등학교에서 축구를 시작했고 용인 FC 산하 원삼중학교, 신갈고등학교에서 허정무 현 대전 하나 시티즌 대표이사 등으로부터 지도를 받았다.

## 학력
- 서울오류초등학교
- 원삼중학교
- 신갈고등학교
- 홍익대학교

## 클럽 경력

### 오이타 트리니타
홍익대학교 중퇴 후 프로 진출을 계획하던 중 K리그1의 FC 서울 입단을 희망하였으나 K리그 드래프트 제도로 인해 뜻을 이룰 수 없게 되면서결국 해외 진출로 진로를 바꿔 2009년 12월 일본 J1리그의 세레소 오사카 입단을 확정지었다.
2010년 세레소 오사카 입단 직후 황보관 현 대한축구협회 대회기술본부장이 사령탑을 맡고 있던 일본 J2리그의 오이타 트리니타로 임대 이적하며 27경기 8골·3어시스트를 기록했고 특히 데뷔 후 5경기에서 6골을 폭격하는 맹활약에 힘입어 2010년 FIFA 월드컵에 출전함으로서 오이타 구단 역사상 최초의 월드컵 출전 선수라는 타이틀을 얻었다.

### 세레소 오사카
2010 시즌 종료 후 세레소 오사카로 복귀하여 2시즌동안 공식전 55경기 19골을 기록하며 2011년 일왕배 4강 진출에 기여했다.

### 카디프 시티
2012 시즌을 마친 뒤 웨일스의 프로팀이자 EFL 챔피언십 소속팀인 카디프 시티와 입단 계약을 체결하여 2013-14 시즌까지 공식전 59경기 3골을 기록하면서 팀의 2012-13 EFL 챔피언십 우승 및 프리미어리그 2013-14 승격을 이끌었지만 2013-14 시즌 프리미어리그에서는 이렇다할 활약을 보이지 못하며 팀의 1시즌만의 2부 리그 강등의 원인을 제공하고 말았고 결국 2014-15 시즌에는 출전 기회를 거의 부여받지 못한 채 2015년 1월 25일 상호 합의하에 계약을 해지했다.

### 위건 애슬레틱
같은 해 2월 6일 위건 애슬레틱과 6개월 단기 계약을 맺은 뒤 리그 18경기에 출전해 2골을 기록하며 나름대로의 활약을 펼쳤지만 팀은 2014-15 EFL 챔피언십에서 24팀 중 23위에 그치며 EFL 리그 원으로 강등되는 수모를 겪었다.

### 마쓰모토 야마가
2015년 9월 9일 일본 J1리그의 마쓰모토 야마가로 이적 후 J리그1 6경기에서 1골 1어시스트의 괜찮은 성적을 남겼지만 차기 시즌 2부 리그 강등까지는 막지 못했다.

### 전북 현대 모터스1기
2015 시즌 종료 후 2016년 1월 3일 전북 현대 모터스로 트레이드되며 데뷔 약 5년만에 고국으로 돌아왔고 1개월 후인 2월 23일 열린 FC 도쿄와의 2016년 AFC 챔피언스리그 E조 조별리그 1차전에서 전북 현대에서의 첫 경기를 치렀다.
이후 2016 시즌에서는 공식전 43경기에 출전해 7골을 터뜨리며 2016년 K리그1 준우승에 공헌했고 아울러 2016년 AFC 챔피언스리그에서는 13경기 3골을 뽑아내며 전북의 10년만의 AFC 챔피언스리그 우승 및 2016년 FIFA 클럽 월드컵 진출에 크게 기여했다.
그리고 2017 시즌에서도 리그를 포함해 16경기 3골·2어시스트로 활약하다가 2017 시즌 후반 일본 J1리그의 가시와 레이솔 이적을 확정지었다.

### 가시와 레이솔
가시와 레이솔 합류 이후 2017 시즌 후반기에만 15경기 3어시스트를 기록하며 팀의 리그 4위와 일왕배 4강 진출에 공헌했으며 2018 시즌에서도 공식전 32경기 2골·2어시스트로 활약했지만 팀의 2부 리그 강등을 막지 못했다.

### 울산 현대
2019 시즌을 앞두고 울산 현대로 임대 이적을 통해 3시즌만에 K리그로 복귀한 이후 2019 시즌 공식전 43경기 13골 10어시스트의 눈부신 활약으로 울산의 2019년 K리그1 준우승에 기여했고 이러한 2019 시즌에서의 맹활약에 힘입어 2019년 K리그1 베스트 11과 최우수선수상을 휩쓰는 기염을 토했다.

### 전북 현대 모터스 2기
2020년 1월 5일 가시와 레이솔에서 전북 현대로 완전 이적을 확정지으며 3년만에 친정팀으로 복귀한 이후3시즌동안 공식전 112경기 11골로 K리그1 2연패, FA컵 2회 우승, 2022년 AFC 챔피언스리그 4강, 2022년 K리그1 준우승 등에 기여했고 2021년 K리그1에서는 10개의 어시스트로 수원 FC의 무릴루 엔리키와 함께 공동 어시스트왕에 오르는 등 전북 현대의 에이스로 맹활약했다.

### 수원 삼성 블루윙즈
2023년 1월 12일 전북 현대를 떠나 공성전 라이벌인 수원 삼성 블루윙즈로의 이적을 확정지었다.

## 국가대표팀 경력

### 대한민국 U-20
U-20 대표팀의 일원으로 2008년 AFC U-19 챔피언십에 출전하여 팀의 4강 진출 및 2009년 FIFA U-20 월드컵 본선 진출에 기여했고 2009년 FIFA U-20 월드컵 본선에서도 2골을 터뜨리며 팀의 8강 진출을 이끌었다.

### 대한민국 U-23
2009년부터 2012년까지 대한민국 U-23 대표팀 소속으로 22경기 6골을 터뜨리면서 2010년 아시안 게임 동메달, 2012년 하계 올림픽 동메달 획득에 이바지했고 특히 2012년 하계 올림픽에서 1골 1어시스트를 기록하며 64년 대한민국 축구 역사상 올림픽 첫 메달 획득에 앞장섰다.

### 대한민국 A대표팀
2010년 1월 9일 잠비아와의 친선 경기에서 국제 A매치 데뷔전을 치른 후 같은 해에 열린 2010년 FIFA 월드컵 23인 최종 엔트리에 이름을 올렸고 비록 단 1경기도 출전하지 못했으나 팀의 사상 첫 월드컵 원정 16강 진출의 기쁨을 함께 누렸다.
그리고 이듬해에 열린 2011년 AFC 아시안컵 본선 엔트리에 이름을 올렸고 팀은 이 대회에서 3위에 입상했으나 2010년 FIFA 월드컵에 이어 2연속 메이저 대회 본선에서 단 1경기도 출전 기회를 부여받지 못했다.
그 후 2012년 6월 12일 홈에서 열린 레바논과의 2014년 FIFA 월드컵 아시아 지역 최종 예선 A조 2차전에서 A매치 데뷔골을 멀티골로 장식하며 3-0 완승에 기여했고 2014년 FIFA 월드컵을 통해 2연속 월드컵 본선 엔트리에 이름을 올린 뒤 러시아와의 H조 조별리그 1차전과 벨기에와의 최종전에서 교체 투입되며 드디어 월드컵 본선 무대를 밟았다.
그 후 대표팀에 한동안 소집되지 못하다가 2016년 11월 11일 캐나다와의 친선 경기에서 대표팀 복귀골을 선제골이자 결승골로 장식하며 1-0 승리에 기여했고 그로부터 3년 후 홈에서 열린 2019년 EAFF E-1 풋볼 챔피언십을 앞두고 파울루 벤투 감독이 이끌던 대표팀에 복귀하여 약체 홍콩과의 1차전에 선발로 출전하며 팀 승리와 최초 홈팀 우승에 일조했다.

## 경력 통계

### 국가대표팀 득점 기록
| # | 일시             | 장소                           | 상대팀 | 득점순서 | 결과 | 대회                                     |
| - | ---------------- | ------------------------------ | ------ | -------- | ---- | ---------------------------------------- |
| 1 | 2012년 6월 12일  | 고양종합운동장, 고양, 대한민국 | 레바논 | 1–0      | 3–0  | 2014년 FIFA 월드컵 아시아 지역 최종 예선 |
| 2 | 2012년 6월 12일  | 고양종합운동장, 고양, 대한민국 | 레바논 | 2–0      | 3–0  | 2014년 FIFA 월드컵 아시아 지역 최종 예선 |
| 3 | 2013년 10월 15일 | 천안종합운동장, 천안, 대한민국 | 말리   | 3–1      | 3–1  | 친선경기                                 |
| 4 | 2016년 11월 11일 | 천안종합운동장, 천안, 대한민국 | 캐나다 | 1–0      | 2–0  | 친선경기                                 |

## 수상 내역

### 클럽
세레소 오사카
- 일왕배 : 4강 (2011)

 카디프 시티
- EFL 챔피언십 : 우승 (2012-13)

 가시와 레이솔
- J1리그 : 4위 (2017)
- 일왕배 : 4강 (2017)

전북 현대 모터스
- AFC 챔피언스리그 : 우승 (2016), 4강 (2022)
- K리그1 : 우승 (2020, 2021), 준우승 (2016, 2022)
- FA컵 : 우승 (2020, 2022), 4강 (2021)

울산 현대
- K리그1 : 준우승 (2019)

### 국가대표팀
대한민국 U-20
- AFC U-20 아시안컵 : 4강 (2008)

 대한민국 U-23
- 아시안 게임 : 동메달 (2010)
- 하계 올림픽 : 동메달 (2012)

 대한민국
- AFC 아시안컵 : 3위 (2011)
- EAFF E-1 풋볼 챔피언십 :  우승 (2019), 준우승 (2010)

### 개인
- K리그1 MVP : 2019
- K리그 베스트 11 : 2019
- K리그1 도움상 : 2021 (10개 / 공동 수상)

## 유튜버 경력
2019년 울산 현대로 이적한 이후 김보경은 유튜버 활동을 시작했다.